# 平井 (新城市)
平井（ひらい）は、愛知県新城市の地名。

## 地理

### 交通
- 飯田線東新町駅
- 国道151号
- 愛知県道392号新城引佐線
- 愛知県道444号東新町停車場線
- 愛知県道439号能登瀬新城線

### 施設
- JA愛知東新城営農センター
- 新城市立東郷西小学校
- 中部電力パワーグリッド新城営業所
- 新城市消防本部

## 歴史

### 人口の変遷
国勢調査による人口および世帯数の推移。
| 1995年（平成7年）  | 883世帯 2487人  |  |
| 2000年（平成12年） | 951世帯 2601人  |  |
| 2005年（平成17年） | 1006世帯 2724人 |  |
| 2010年（平成22年） | 1025世帯 2687人 |  |
| 2015年（平成27年） | 1061世帯 2601人 |  |
| 2020年（令和2年）  | 1186世帯 2634人 |  |

### WEB
1. 1 2  総務省統計局 (2022年2月10日). “令和2年国勢調査の調査結果(e-Stat) - 男女別人口，外国人人口及び世帯数－町丁・字等” (CSV). 2023年8月2日閲覧。
2. ↑  “愛知県新城市の町丁・字一覧”.   人口統計ラボ. 2024年4月28日閲覧。
3. ↑  “市外局番の一覧” (PDF).   総務省 (2022年3月1日). 2022年3月22日閲覧。
4. ↑  “ナンバープレートについて”.   一般社団法人愛知県自動車会議所. 2024年1月21日閲覧。
5. ↑  総務省統計局 (2014年3月28日). “平成7年国勢調査の調査結果(e-Stat) - 男女別人口及び世帯数 －町丁・字等” (CSV). 2021年7月20日閲覧。
6. ↑  総務省統計局 (2014年5月30日). “平成12年国勢調査の調査結果(e-Stat) - 男女別人口及び世帯数 －町丁・字等” (CSV). 2021年7月20日閲覧。
7. ↑  総務省統計局 (2014年6月27日). “平成17年国勢調査の調査結果(e-Stat) - 男女別人口及び世帯数 －町丁・字等” (CSV). 2021年7月21日閲覧。
8. ↑  総務省統計局 (2012年1月20日). “平成22年国勢調査の調査結果(e-Stat) - 男女別人口及び世帯数 －町丁・字等” (CSV). 2021年7月21日閲覧。
9. ↑  総務省統計局 (2017年1月27日). “平成27年国勢調査の調査結果(e-Stat) - 男女別人口及び世帯数 －町丁・字等” (CSV). 2021年7月21日閲覧。